# 纳西索·苏亚雷斯
纳西索·苏亚雷斯（西班牙語：Narciso Suárez，1960年7月18日—），西班牙男子皮划艇运动员。他曾代表西班牙参加1980年、1984年、1988年和1992年夏季奥林匹克运动会皮划艇比赛，其中1984年奥运会获得一枚铜牌。